# Décès en 1147
Décès
- 1143
- 1144
- 1145
- 1146
- 1147
- 1148
- 1149
- 1150
- 1151

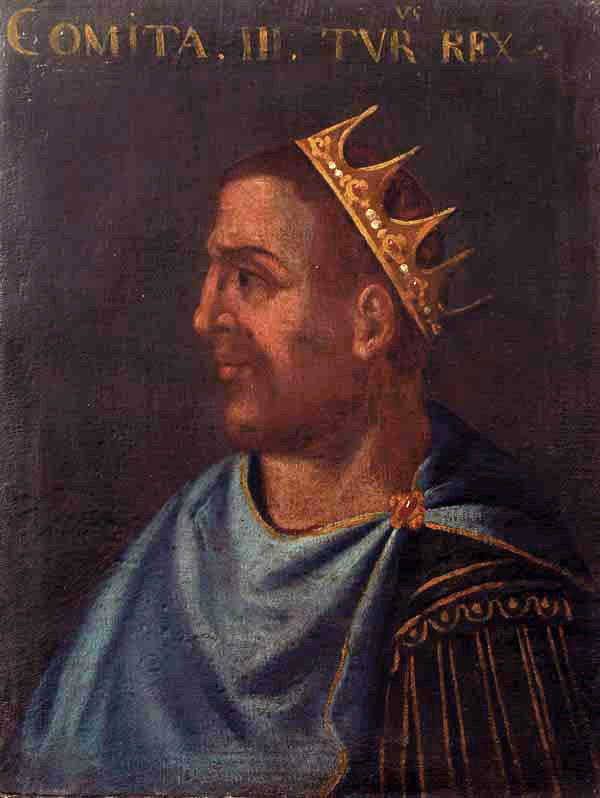
Portrait de Comita II d'Arborée, mort en 1147.

Cette page dresse une liste de personnalités mortes au cours de l'année 1147 :
- 6 avril : Frédéric de Hohenstaufen, antiroi des Romains et duc de Souabe.
- 19 septembre : Igor II de Kiev, Grand-prince du Rus' de Kiev de la dynastie des Riourikides.
- 31 octobre : Robert de Gloucester, 1er comte de Gloucester et opposant au roi en place, Étienne d'Angleterre.
- 25 décembre : Guy II de Ponthieu, comte de Ponthieu.

- Alain Ier de Rohan, 1er vicomte de Rohan et vicomte de Castelnoec.
- Arnold Ier de Clèves, comte de Clèves, comte palatin du Tomburg et le gardien de Xanten et Zyfflich.
- Arnould Berthout, seigneur du pays de Malines, avoué de la ville de Malines pour l'église de Liège.
- Comita II d'Arborée, juge d'Arborée.
- Robert de Craon, 2e Maître de l'Ordre du Temple et sire de Craon.
- Guillaume II de Nevers, comte de Nevers, d'Auxerre et de Tonnerre.
- Guy de Vicogne, fondateur de l'abbaye de Vicogne.
- Hugues de Vienne, évêque de Grenoble puis de Vienne.
- Humbert d'Albon, dit de Grenoble, évêque du Puy, puis archevêque de Vienne.
- Ibn Bassam : poète andalou de Santarém.
- Ibrahim Ben Tachfin, 4e émir de la dynastie berbère des Almoravides.
- Ishaq Ben Ali,  5e et dernier émir de la dynastie berbère des Almoravides.
- Jean de Glasgow, clerc tironien qui devient évêque de Glasgow.
- Khaboul Khan, grand-père de Yesügei, le père de Gengis Khan, chef du clan Bordjigin, élu  khagan de l'Empire mongol.
- Pietro Polani, 36e doge de Venise.

## Crédit d'auteurs
- Cet article est partiellement ou en totalité issu de l'article intitulé « 1147 » (voir la liste des auteurs).